# Terapia de choque (cortometraje)
Terapia de choque es un cortometraje español de 2010, dirigido por Salvador Martos.

## Sinopsis
Dolores, es una mujer que siempre ha vivido rodeada de un alto nivel económico y en un mundo donde solo se codea con la clase alta.
Un buen día, se le ocurre retener en una habitación de hotel a su propio hijo con un propósito de lo más absurdo y extraño: intentar curar su homosexualidad. Esto provocará la desesperación de su hijo y el aumento de sus ganas de huir de la habitación lo antes posible.

## Reparto
- Isabel Ordaz, como Dolores.
- Pablo Fortes, como hijo.
- Eva Gamillo

## Premios y nominaciones
Terapia de choque, es el cortometraje andaluz más visto y seleccionado en festivales a nivel nacional, en los que ha obtenido un total de 81 nominaciones y 20 premios.
- Festival de Cine Español de Málaga: Mención especial.
- Festival Internacional de Cortometrajes de la Cerdanya: Mejor Cortometraje y Mejor Actriz.
- Pecca de plata al Mejor Cortometraje.